# 今垣武志
今垣 武志（いまがき たけし、1947年11月12日 - ）は、石川県出身の元競艇選手。
息子の今垣光太郎も競艇選手である。
座右の銘は「為せば成る」。

## 来歴
1973年9月20日に36期生としてデビューし、同期には高山秀則・飯田加一・角井義則・角川政志らがいる。同年11月15日に地元・三国の一般競走で初出走を果たし、2年目の1974年3月7日から徳山で開催された一般競走で初勝利を挙げる。
1980年に鳴門の一般競走で初優勝を成し遂げ、同年の三国27周年でGI初出場を果たし、優出はならなかったが序盤に3連勝する。
1984年の三国31周年では1勝2着3回で迎えた準優勝戦を勝って初優出を果たすが、地元のエース岩口昭三の6着。
1988年には息子の光太郎がデビューし、1993年には地元・三国で行われた近畿地区選手権競走では親子で優出。今垣は1号艇のカポックを手に入れ、行く手を阻もうとする野中和夫と最後まで熱戦を繰り広げた末に逃げ切りで自身唯一のGI初制覇を成し遂げ、光太郎は3着であった。
2002年6月9日の三国「一般競走」で1号艇1コースから逃げ切り最後の優勝、2005年1月26日の若松一般「第32回しぶき杯争奪戦競走」で烏野賢太・鳥飼眞・魚谷智之と共に最後の優出（2号艇2コース進入で6着）を決める。
2007年6月1日の徳山一般「KRY山口放送杯シニア選手権」3日目2R予選で2号艇2コースから捲りを決めて最後の勝利を挙げるが、最初と最後の勝利を徳山で挙げたことになったほか、2着は同期の角井であった。
同24日の三国一般「JLC杯」最終日7R（1号艇1コース進入で2着）をもって現役を引退し、モーターボート大賞競走開催中にファンへの挨拶をするための引退セレモニーが開催された。

## 獲得タイトル
- 1993年 - 三国・近畿地区選手権競走